# Linba
Linba (kinesiska: 林扒, 林扒镇) är en köping i Kina. Den ligger i provinsen Henan, i den centrala delen av landet, omkring 290 kilometer sydväst om provinshuvudstaden Zhengzhou. Antalet invånare är 42 110. Befolkningen består av 20 237 kvinnor och 21 873 män. Barn under 15 år utgör 25,0 %, vuxna 15-64 år 66 %, och äldre över 65 år 7,0 %.
Genomsnittlig årsnederbörd är 858 millimeter. Den regnigaste månaden är augusti, med i genomsnitt 142 mm nederbörd, och den torraste är januari, med 8 mm nederbörd.